# Jean-François Guyès
Jean-François Guyès, né le 25 octobre 1761 à Aubusson, mort le 3 frimaire an II (23 novembre 1793) à Paris, est un homme politique de la Révolution française.

## Biographie
En septembre 1791, alors qu'il est membre du directoire du district d'Aubusson, Guyès est élu député du département de la Creuse, le quatrième sur sept, à l'Assemblée nationale législative. Il vote en faveur de la mise en accusation du marquis de Lafayette. Deux jours plus tard, l'insurrection du 10 août met fin à la monarchie.
En septembre, Guyès est réélu député de la Creuse, de nouveau le quatrième sur sept, à la Convention nationale, où il siège sur les bancs de la Montagne. Lors du procès de Louis XVI, il vote la mort, se prononce en faveur de l'appel au peuple mais rejette le sursis à l'exécution. Il vote contre la mise en accusation de Jean-Paul Marat, et contre le rétablissement de la Commission des Douze.
Guyès meurt au cours de son mandat le 3 frimaire an II (le 23 novembre 1793). Son suppléant Gilbert-Amable Faure-Conac le remplace le 12 nivôse (1er janvier 1794).

## Source
- « Jean-François Guyès », dans Adolphe Robert et Gaston Cougny, Dictionnaire des parlementaires français, Edgar Bourloton, 1889-1891 [détail de l’édition]
- Dictionnaire des députés français de 1789 à 1889, p. 291-300